# Danne-et-Quatre-Vents
Danne-et-Quatre-Vents (Duits: Dann und Vierwinden) is een gemeente in het Franse departement Moselle (regio Grand Est) en telt 623 inwoners (2005). De plaats maakt deel uit van het arrondissement Sarrebourg-Château-Salins.

## Geografie
De oppervlakte van Danne-et-Quatre-Vents bedraagt 7,2 km², de bevolkingsdichtheid is 86,5 inwoners per km².
De onderstaande kaart toont de ligging van Danne-et-Quatre-Vents met de belangrijkste infrastructuur en aangrenzende gemeenten.

## Demografie
Onderstaande figuur toont het verloop van het inwonertal (bron: INSEE-tellingen).